# Reeperbahn
Reeperbahn è una celebre via nel quartiere di St. Pauli ad Amburgo (Germania), famosa per i suoi locali e negozi prevalentemente a luci rosse e fulcro della vita notturna della metropoli anseatica.

## Profilo della zona
Lungo la via e le piazzette adiacenti (come Spielbudenplatz), si trovano sexyshops, locali per lo striptease o simili e St. Pauli-Theater, l'Operettenhaus (teatro per il musical), un casinò (Kasino Reeperbahn), locali con musica live e molti bar. Non vi sono vetrine con le prostitute con l'eccezione di quelle situate in una via laterale, la Herbertstraße, via accessibile solo agli uomini, purché maggiorenni. Oltre alle vetrine di Herbertstraße la prostituzione è legalmente praticata anche per strada, solo in apposite aree autorizzate, o in case chiuse.
Famosa è poi un'altra via laterale della Reeperbahn, la Große Freiheit ("Grande libertà", nome che non fa alcun riferimento al divertimento o ai facili costumi, bensì ad altre concessioni), dove si trovano diversi locali di divertimento, in uno dei quali (il nr. 36), negli anni sessanta, mossero i loro primi decisivi passi i Beatles. In quei locali iniziava inoltre la propria carriera anche il cantante italiano Mino Reitano (1944-2009), che si esibiva assieme al suo gruppo. Tra l'altro vi si trova l'edificio del distretto, noto con il nome di Davidwache.
Contigua alla Reeperbahn è la Millerntorplatz, di fronte alla quale si trova l'area chiamata Heiligengeistfeld, dove - per tre volte l'anno e per una durata complessiva di tre mesi - trova posto un grande luna park con la celebre ruota panoramica, e dove si trova anche il "Millerntor-Stadion", lo stadio dell'FC St. Pauli, la squadra di calcio del quartiere.

## Storia
In origine questa via era stata creata appositamente ed esclusivamente per "allietare" i marinai che sbarcavano nel Porto di Amburgo.

## Etimologia
Il nome della via deriva dalla parola basso-tedesca "reep" che significa "corda" e "bahn" ("pista"). La Reeperbahn o Seilerbahn in tedesco standard è una corderia.

## Soprannomi della via
In Germania, la Reeperbahn è conosciuta anche come die sündige Meile, vale a dire “il miglio peccaminoso” o "il miglio del peccato". Un altro popolare soprannome della Reeperbahn è Kiez, termine (usato soprattutto nel Nord della Germania e a Berlino) che indica normalmente una zona ristretta all'interno di una grande città, ma che ha assunto via via il significato di quartiere dedito alla prostituzione.

## Locali famosi
Tra i locali famosi, si possono citare: il Pulverfass, il Café Keese, lo Hamborger Veermaster (al n. 162), il Roschinsky's (al n. 19), Der Clochard (al n. 29) ecc.